# Semnolocha pachysticta
Semnolocha pachysticta är en fjärilsart som beskrevs av Edward Meyrick 1936. Semnolocha pachysticta ingår i släktet Semnolocha och familjen plattmalar. Inga underarter finns listade i Catalogue of Life.